# Kellersberg
Kellersberg ist ein zentral gelegener Stadtteil von Alsdorf in der Städteregion Aachen. Im Süden liegt der Alsdorfer Stadtteil Ofden, im Osten Mariadorf und im Norden Stadtmitte sowie Schaufenberg. Kellersberg verfügt über einen Kindergarten, eine Grundschule sowie eine Berufs- und Handelsschule. Sehenswert ist die Kellersberger Mühle.

## Geschichte
Im Sommer 1906 begann der Eschweiler Bergwerksverein (EBV) mit dem Bau der Werkssiedlung „Kellersberg“, die nach dem dortigen abgebrannten Schloss Kellersberg benannt wurde. Es folgten mehrere Bauphasen. Am 1. Oktober 1932 kam Kellersberg von Broichweiden nach Alsdorf (beide im Landkreis Aachen). Bis dahin gehörte Kellersberg zur Pfarrei Euchen.

## Rennbahn
Am 15. Juni 1924 wurde die Kellersberger Rennbahn eingeweiht, die nur wenige Jahrzehnte bestand. Nach der Nutzung als Mülldeponie wurde auf ihrem Gelände 1958 die Berufs- und Handelsschule errichtet.

## Verkehr
Am westlichen Rand von Kellersberg verläuft die Bundesstraße 57.

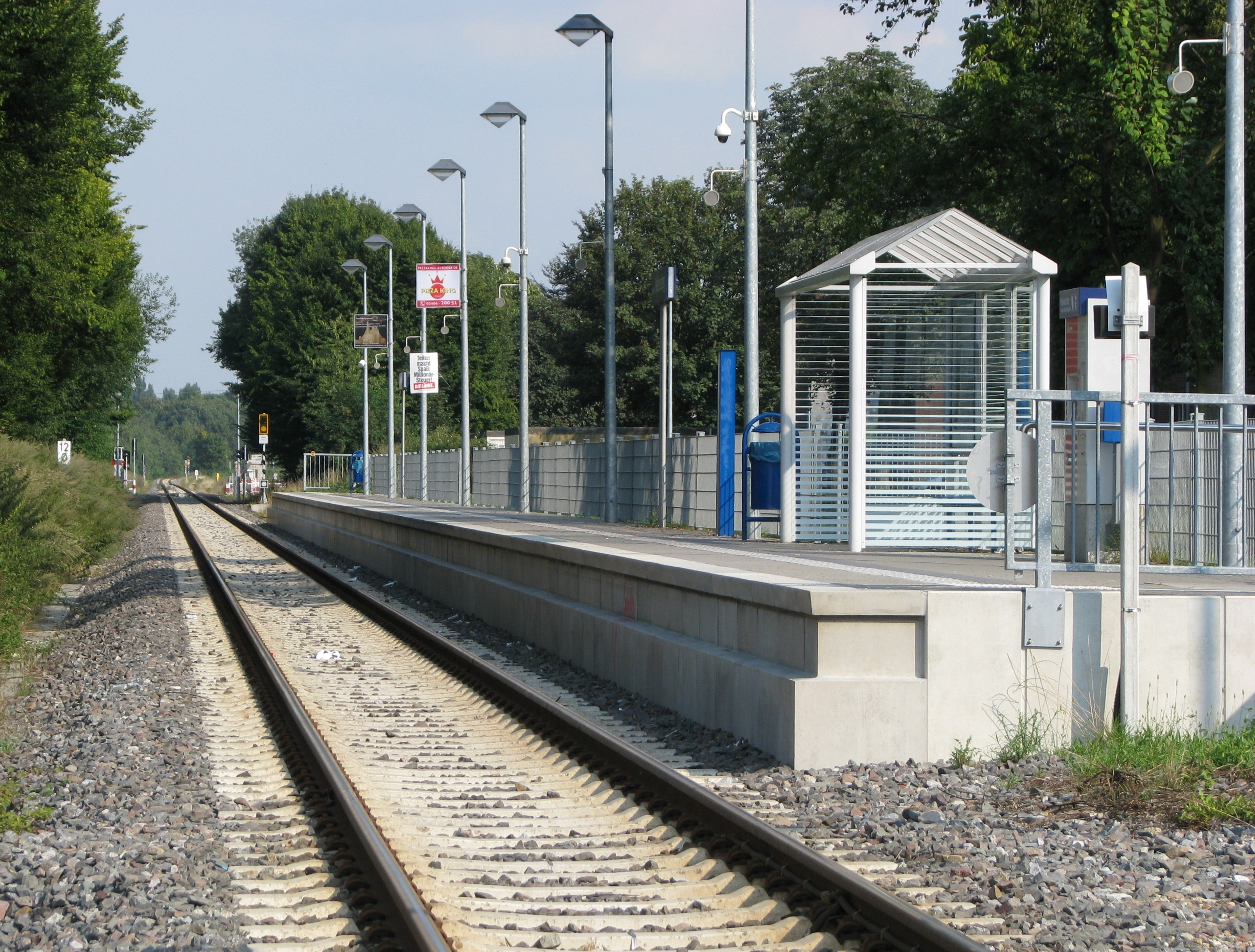
Haltepunkt Alsdorf-Kellersberg der Euregiobahn an der Bahnstrecke Stolberg–Herzogenrath

Die nächsten Anschlussstellen sind Alsdorf und Broichweiden an der Bundesautobahn 44. Alsdorf-Kellersberg ist seit Dezember 2011 eine Station der Euregiobahn. Der Bahnhof Herzogenrath liegt an der Strecke Aachen–Geilenkirchen–Mönchengladbach und „Eschweiler Hbf“ befindet sich an der Strecke Aachen–Düren–Köln.
| Linie | Linienverlauf | Takt   |
| ----- | --- | ------ |
| RB 20 | Euregiobahn: Stolberg (Rheinl) Hbf – Eschweiler-St. Jöris – Alsdorf-Poststraße – Alsdorf-Mariadorf – Alsdorf-Kellersberg – Alsdorf-Annapark – Alsdorf-Busch – Herzogenrath August-Schmidt-Platz – Herzogenrath-Alt-Merkstein – Herzogenrath – Kohlscheid – Aachen West – Aachen Schanz – Aachen Hbf – Aachen-Rothe Erde – Eilendorf – Stolberg (Rheinl) Hbf hier Flügelung; Zugteil 1: – Eschweiler-West – Eschweiler Talbahnhof/Raiffeisenplatz – Eschweiler-Nothberg – Eschweiler-Weisweiler – Langerwehe – Düren; Zugteil 2: – Stolberg (Rheinl) Hbf (Gleis 27) – Stolberg-Schneidmühle – Stolberg Mühlener Bahnhof – Stolberg-Rathaus – Stolberg-Altstadt (aufgrund von Hochwasserschäden fahren die Züge nur bis Stolberg Rathaus. Schienenersatzverkehr findet weiterhin zwischen Stolberg Hbf und Eschweiler Talbahnhof statt) Stand: 30. April 2023 | 60 min |

Die AVV-Buslinien AL1, AL3 und AL5 der ASEAG verbinden Kellersberg mit Alsdorf Mitte, Duffesheide und Würselen-Neusen.
| Linie | Verlauf                                                                                    |
| ----- | ------------------------------------------------------------------------------------------ |
| AL1   | Alsdorf-Annapark – Kellersberg – Ofden – Euchen – Broich – Neusen                          |
| AL3   | (Alsdorf KuBiz –) Alsdorf-Annapark – Ofden – Kellersberg – Siedlung Ost – Alsdorf-Annapark |
| AL5   | Duffesheide – (Reifeld →) Ofden – (Kellersberg –) Alsdorf-Annapark                         |

## Vereine
Die KellersMountainBiker sind eine kleinere Gruppe Kellersberger, die zusammen dem Hobby Mountainbiken nachgehen und zahlreiche Kilometer in der näheren Umgebung bis hin in die Eifel sammeln. Zum ersten Mal waren die KellersMountainBiker 2007 auch beim 24-Stunden-Rennen (Rad am Ring) am Nürburgring vertreten.
Weiterhin hat Kellersberg einen Trommler- und Spielverein, sowie den Fußballverein SC Kellersberg, der 2008 sein 50-jähriges Bestehen feierte.